# Office Benelux de la propriété intellectuelle
 (mai 2025).
 (mai 2023).
L'Office Benelux de la Propriété intellectuelle (OBPI) est l'instance officielle chargée de l'enregistrement des marques et des modèles dans le Benelux. C'est une organisation internationale placée sous le contrôle d'un Conseil d'Administration où les représentants des trois pays du Benelux siègent.
L'Organisation a pour missions :
1. L'exécution de la convention et du règlement d'exécution ;
2. La promotion de la protection des marques et dessins ou modèles dans les pays du Benelux ;
3. L'exécution de tâches additionnelles dans d'autres domaines du droit de la propriété intellectuelle désignées par le conseil d'administration ;
4. L'évaluation permanente et, si nécessaire, l'adaptation du droit Benelux des marques et des dessins ou modèles, à la lumière entre autres des développements internationaux et communautaires.